# Орсинома
Орсинома је у грчкој митологији била Лапитова супруга.

## Митологија
Према Диодору, била је Еуриномова кћерка, удата за Лапита, претка истоименог народа. Њих двоје су имали синове Форбанта и Перифанта, а по неким изворима и Триопа.

## Биологија
Латинско име ове личности (Orsinome) је назив за род паука.